# Airbnb
Airbnb (tiếng Anh từ chữ "Air Bed and Breakfast"), là một thị trường cộng đồng cho việc đặt và cho thuê phòng, căn hộ, có trụ sở tại Silicon Valley, California được thành lập trong năm 2008, tương tự như một hệ thống đặt hàng trực tuyến. Cả người cho thuê nhà tư nhân và thương mại đều có thể thuê nhà hoặc một phần của nó thông qua công ty này, tuy nhiên Airbnb không có chịu trách nhiệm pháp lý. Từ khi thành lập vào năm 2008 đến tháng 6 năm 2012, theo công ty này, hơn 10 triệu lượt nghỉ qua đêm được đặt qua Airbnb .
Theo thông tin trên trang web của họ có trên 4 triệu lần đăng cho thuê tại hơn 190 quốc gia (tính đến tháng 8 năm 2017).
Airbnb cũng là đối tác phân phối của hai công ty con của Interplan, Interhome và Inter Chalet. Kể từ năm 2016, hợp tác đã tồn tại ở 11 quốc gia. Kết quả là, Migros trở thành nhà cung cấp căn hộ lớn nhất được cung cấp trên Airbnb ở Thụy Sĩ.